# PlayStation Portal
PlayStation Portal ist ein Handheld-Zubehör für die PlayStation 5 von Sony, das am 23. Mai 2023 unter dem Projektnamen Project Q vorgestellt und am 15. November 2023 veröffentlicht wurde. Das Gerät ähnelt einem langgezogenen DualSense-Controller, der in der Mitte über ein Display mit 8 Zoll Diagonale verfügt. Bei kabelloser Verbindung zu einer vorhandenen Konsole können Spiele so via Remote Play im Handheld-Modus gespielt werden.

## Funktionsweise
Auf dem PlayStation Portal laufen keine Spiele nativ, stattdessen handelt es sich dabei lediglich um einen Remote Player für die PlayStation 5, der mit einer stark modifizierten Version von Android läuft. Sowohl der Portal als auch die PlayStation 5 müssen über ein lokales Netzwerk oder mit dem Internet verbunden sein, sodass das auf der PlayStation 5 laufende Spiel auf den als Bildschirm und Controller dienenden Portal gestreamt werden kann. Der Portal kann dabei auch außer Haus genutzt werden, solange die PlayStation 5 im Standby-Modus und Remote Play aktiv ist, außerdem muss die PlayStation von außerhalb über das Internet erreichbar sein.
Seit dem 19. November 2024 unterstützt PlayStation Portal auch das Streaming von Spielen direkt aus der Cloud, was den Funktionsumfang deutlich erweitert. Die Funktion ist derzeit als Beta-Version verfügbar und ermöglicht das Streaming von über 200 Spielen (Stand: Dezember 2024).

## Hardware
Der Portal verfügt über ein LC-Display mit FullHD-Auflösung und Touchscreen-Funktionalität, das eine Bildwiederholrate von 60 Hertz unterstützt. Links und rechts am Display sitzt jeweils ein Controller-Griff, der jeweils einer Hälfte eines DualSense-Controllers entspricht, das Gerät verfügt über alle Funktionen dieses Controllers. Als Prozessor kommt ein Qualcomm Snapdragon 662 mit vier Cortex-A73-Kernen, die mit einem Takt von bis zu 2 GHz arbeiten und vier Cortex-A53-Effizienzkernen, die einen Takt von bis zu 1,8 GHz erreichen, zum Einsatz. Außerdem verfügt der ARM-Prozessor über eine Adreno 610-Grafikeinheit. Aufgrund der Funktionsweise als reines Streaming-Gerät ist eine höhere Rechenleistung nicht erforderlich.
Bluetooth wird nicht unterstützt, sondern nur das proprietäre PlayStation-Link-Protokoll, außerdem verfügt das Gerät über eine 3,5-mm-Klinkenbuchse für Kopfhörer und Headsets. Aufgeladen wird der Akku, der über eine Kapazität von 4370 mAh verfügt und eine Laufzeit von vier bis neun Stunden aufweisen soll, über USB.